# Усманские Выселки
Усманские Выселки — село в Панинском районе Воронежской области. Входит в состав Краснолиманского сельского поселения.

## География
Расположено на реке Тамлык в 33 км к юго-западу от пгт Панино и в 40 км к юго-востоку от Воронежа.

## Население
| 1859 | 1897  | 2000 | 2005 | 2010 |
| ---- | ----- | ---- | ---- | ---- |
| 727  | ↗1201 | ↘171 | ↘144 | ↘91  |